# Helmut Dieser
Helmut Dieser, né le 15 mai 1962 à Neuwied (Rhénanie-Palatinat, Allemagne), est un prélat catholique allemand, évêque d'Aix-la-Chapelle depuis 2016.

## Biographie

### Formation
Helmut Dieser grandit à Heimbach-Weis et étudie, après avoir obtenu son baccalauréat au Gymnasium de Bendorf, la théologie et la philosophie catholique à Trèves et à Tübingen.
Le 8 juillet 1989, il est ordonné prêtre par Hermann Josef Spital (de) et devient curé à Bad Neuenahr-Ahrweiler.
Entre 1992 et 1998, il passe son doctorat en théologie dogmatique à la Faculté de théologie de Trèves en 1992 et 1998.
Parallèlement, en 1996, il reçoit une affectation pour enseigner l'homilétique à l'Institut de Psychologie et homilétique du 
séminaire de Trêves.

### Prêtrise
Entre 1997 et 2004, il exerce la charge de responsable de l'introduction professionnelle des aumôniers.
De 1998 à 2004, il est pasteur à Waldrach, Kasel et Morscheid. En 2004, il a été nommé curé des paroisses d'Adenau,de  Dümpelfeld et de Kaltenborn. En même temps, il est professeur d'homélie à la maison d'études de Saint-Lambert de Lantershofen.
De 2009 à 2010, il prend la tête du service de mise en place des aumôniers et consulteur paroissien de son évêque.

### Épiscopat
Le 24 février 2011, le pape Benoît XVI le nomme évêque titulaire de Narona (de) et évêque auxiliaire de Trèves. Il reçoit sa consécration épiscopale de Stephan Ackermann, le 5 juin 2011 à la cathédrale de Trèves. Ses co-consécrateurs sont alors Robert Brahm et Jörg Michael Peters.
Le 23 septembre 2016, le pape François le transfère au siège épiscopal d'Aix-la-Chapelle.